# Romans d'Isonzo
Romans d'Isonzo är en ort och kommun i regionen Friuli-Venezia Giulia i Italien och tillhörde tidigare även provinsen Gorizia som upphörde 2017. Kommunen hade 3 709 invånare (2018).